# Der Schwan (2023)
Der Schwan ist ein Kurzfilm von Wes Anderson nach einer Erzählung von Roald Dahl. Er ist der erste in einer Reihe von drei unterschiedlich langen Kurzfilmen, die Anderson 2023 für Netflix produziert hat.

## Handlung
Die Geschichte wird in schnellem Tempo, mit Blick ins Publikum, von dem erwachsenen Peter Watson erzählt, der sich dabei eng an den Text Dahls hält. Im Hintergrund spielt sich indessen die eigentliche Geschichte Peters ab, die wie auf einer Theaterbühne inszeniert ist, mit einem stummen, 13 Jahre alten Peter als Hauptfigur, den eifrige Bühnenarbeiter gelegentlich mit ins Geschehen auf der Bühne einbeziehen.
Peter ist oft unterwegs, um Vögel zu beobachten. Dabei trifft er auf zwei etwa gleichaltrige Nachbarsjungen, die ihn schikanieren und drangsalieren. Einmal binden sie ihn auf einer Eisenbahnschiene fest, doch Peter gelingt es gerade eben noch, sich vor dem Zug in Sicherheit zu bringen. Die beiden Rüpel haben sich ein Gewehr beschafft und schießen Vögel ab. Schließlich erlegen sie einen Schwan, binden die Flügel an Peters Arme und fordern ihn auf zu fliegen.

## Hintergrund
2009 drehte Anderson einen ersten Film nach einem Text von Roald Dahl, den für einen Oscar nominierten Animationsfilm Der fantastische Mr. Fox. 2021 erwarb Netflix die Roald Dahl Story Company und ist damit Inhaber der Verfilmungsrechte seiner Werke.
Der Schwan ist der zweite Teil einer Tetralogie, die Anderson 2023 für Netflix produziert hat. Ich sehe was, was du nicht siehst (Originaltitel: The Wonderful Story of Henry Sugar) wurde 2024 mit einem Oscar ausgezeichnet. Er hat eine Länge von 39 Minuten, während die drei folgenden Kurzfilme jeweils 17 Minuten lang sind. Alle Filme sind mit Stars des englischen Kinos prominent besetzt.
Gedreht wurde in den Maidstone Studios in Maidstone. Die Filme wurden am 30. September 2023 im Internet von Netflix veröffentlicht.

## Kritik
Wieland Freund von der Welt, der die vier Filme (Gesamtlänge 90 Minuten) als „das  Wes Andersons Dahl-Projekt“ bezeichnet, empfiehlt, sie unbedingt an einem Stück zu sehen. Denn Wes Andersons Dahl-Projekt sei nichts anderes als eine Hommage an jene Filme, die keine Bilder brauchen und die man gewöhnlich Bücher nennt.
Oliver Armknecht vom Filmportal film-rezensionen.de meint, dass Der Schwan– im Gesamtwerk Andersons – zwar nur ein Nebenprodukt ist, „in der abgespeckten Variante ist der Kurzfilm ein schönes und skurriles Erlebnis, welches gleichzeitig alltäglich und märchenhaft ist und trotz bekannter Stilmittel für Abwechslung im täglichen Streamingeinerlei sorgt“.